# 馬梅爾托·烏里奧拉戈伊蒂亞
馬梅爾托·烏里奧拉戈伊蒂亞·阿里亞格（西班牙語：Mamerto Urriolagoitía Harriague，發音：[maˈmeɾto wrjolaˈɣojtja aˈrjaɣe] ⓘ；1895年12月5日—1974年6月4日）是玻利維亞政治人物，社會主義共和團結黨（Partido de la Unión Republicana Socialista）的成員。1949年取代恩里克·埃尔佐格成為玻利維亞總統，擔任至1951年。